# Аналогова електроніка
Аналогова електроніка - це галузь науки електроніки, що передбачає вивчення  аналогових сигналів та розробку пристроїв на їх основі. На відміну від цифрової електроніки, де сигнали зазвичай займають лише два рівні, аналогові сигнали відносяться до неперервних сигналів.